# Annemarie Zimmermann
Annemarie Zimmermann   (Lendersdorf, 10 de juny de 1940) és una piragüista d'aigües tranquil·les alemanya, ja retirada, que va competir durant la dècada de 1960.
El 1964 va prendre part en els Jocs Olímpics d'Estiu de Tòquio, on guanyà la medalla d'or en la prova del K-2, 500 metres del programa de piragüisme. Quatre anys més tard, als Jocs de Ciutat de Mèxic revalidà la medalla d'or en la mateixa prova. En ambdues ocasions formà parella amb Roswitha Esser.
En el seu palmarès també destaquen dues medalles al Campionat del Món de piragüisme en aigües tranquil·les, una d'or i una de plata, en l'edició del 1963; així com dues medalles al Campionat d'Europa, una de plata i una de bronze, el 1969. A nivell nacional guanyà sis campionat de la RFA en diferents modalitats.
El 1964 fou escollida esportista alemanya de l'any.